# 橋本敬之
橋本 敬之（はしもと たかゆき、1919年3月30日 - 1992年12月14日）は、日本の経営者。大分県出身。

## 経歴
1941年に東京帝国大学法学部英法学科を卒業し、1942年に住友銀行に入行。1969年10月に取締役に就任し、1973年4月に常務を経て、同年5月にニッカウヰスキー副社長に就任し、1974年6月には社長に昇格した。1985年4月には会長に就任し、1990年3月からは取締役相談役を務めた。
1989年11月に勲三等瑞宝章を受章した。
1992年12月14日急性心不全のために死去。73歳没。